# زلین ۴۲
زلین ۴۲ (به انگلیسی: Zlín_Z_42) یک هواگرد از نوع ورزشی-شخصی ساخت شرکت Moravan Otrokovice است. هواگرد زلین ۴۲ نخستین پروازش را در ۱۷ اکتبر ۱۹۶۷ میلادی انجام داد. این هواگرد در سال ۱۹۷۰ میلادی رسماً معرفی گردید.